# Milton Williams
(en) Statistiques sur pro-football-reference
Milton Jawaun Williams, né le 6 avril 1999 à Crowley au Texas, est un sportif professionnel américain de football américain jouant au poste de defensive tackle dans la National Football League (NFL) depuis la saison 2021 et pour les Patriots de la Nouvelle-Angleterre depuis 2025.
Sélectionné lors du 3e tour de la draft 2021 par la franchise des Eagles de Philadelphie, il y remporte le Super Bowl LIX au terme de la saison 2024. Il décide ensuite de rejoindre dès la saison 2025 les Patriots.

## Biographie

### Carrière universitaire
Il étudie à l'université Louisiana Tech où il joue pour les Bulldogs dans la NCAA Division I FBS pendant quatre saisons.

### Carrière professionnelle

#### Draft
Milton Williams est sélectionné en 73e choix global lors du troisième tour de la draft 2021 de la NFL par la franchise des Eagles de Philadelphie,.

#### Eagles de Philadelphie
Le 3 juin 2021, il signe son contrat rookie avec les Eagles.
En 2021, le rookie Williams participe aux 17 matchs de la saison régulière en tant que remplaçant des vétérans titulaires Fletcher Cox et Javon Hargrave. Le 31 octobre, il réussit son premier sack professionnel sur Jared Goff en plus de 4 plaquages. Il termine l'année avec 30 plaquages dont six pour perte de yards adverses, 2 sacks et six pressions sur quarterback.
En 2022, Williams continue son développement et joue un rôle important dans la défense dominante des Eagles qui permet à la franchise d'accéder au Super Bowl LVII. Ses statistiques sont améliorées puisqu'il totalise 36 plaquages, 9 pressions sur quarterbacks et 4 sacks. Lors du Super Bowl, Williams effectue un plaquage mais les Eagles perdent le match 35 à 38 contre les Chiefs de Kansas City.
En 2023, Williams a solidifié son jeu, prenant une part prépondérante dans la rotation au sein de la ligne défensive. Avec plus de snaps et plus de responsabilités, il conserve sa réputation de joueur de ligne intérieure perturbateur. La progression constante de Williams a fait de lui un atout précieux pour la défense des Eagles.
En 2024, Williams reste un joueur clé, perfectionnant encore sa technique et son impact sur le terrain. Avec le départ à la retraite de Fletcher Cox, Williams voit le nombre de ses snaps augmenter tout au long de la saison. Lors de la victoire 40 à 22 contre les Chiefs de Kansas City à l'occasion du Super Bowl LIX, il réussit deux sacks puis provoque et récupère un fumble.

#### Patriots de la Nouvelle-Angleterre
Le 13 mars 2025, Williams signe un cintrat de quatre ans pour un montant de 104 millions de dollars avec les Patriots de la Nouvelle-Angleterre. Le contrat a fait de Williams le joueur des Patriots le mieux payé de tous les temps, en termes de salaire annuel.